# فوندوله
شهر فوندوله (به رومانیایی: Fundulea) در شهرستان کلرش در کشور رومانی واقع شده‌است. جمعیت این شهر ۶٬۲۱۷ نفر  است.
این اولین بار به عنوان Fondele در نقشه شاهزادگان مولداوی و والاشی از 1774، توسط یاکوب فردریش اشمیت ظاهر می شود. 
اولین ذکر مستند در سال 1778 در خاطرات تاریخی و جغرافیایی در والاچیا منتشر شده در لایپزیگ توسط ژنرال بائر: Fundule petit village sur le ruisseau de Katora، صفحه 145 است.